# Costa de la Luz
Costa de la Luz [ˈkosta ðe la ˈluθ] (span. für „Küste des Lichts“) bezeichnet die südliche spanische Atlantik-Küste am Golf von Cádiz zwischen der vom Fluss Guadiana gebildeten spanisch-portugiesischen Grenze nahe der Stadt Huelva und der südlichsten Spitze Spaniens (und damit des europäischen Festlandes) bei Tarifa. Bei Tarifa, wo Spanien nur etwa 14 km von Marokko (Afrika) entfernt ist, geht sie in die Straße von Gibraltar und die Costa del Sol über. 
Die Mündung des Guadalquivir mit dem Nationalpark Coto de Doñana gliedert die Costa de la Luz in zwei Teile. Das Gebiet südöstlich der Flussmündung gehört zur Provinz Cádiz, der nordwestliche Teil zur Provinz Huelva.
Die Strände an der Costa de la Luz bestehen in der Regel aus endlosen Dünen mit feinem Sand, welche von einheimischen Pflanzen befestigt werden. In der Nähe der Küsten befinden sich die für Andalusien typischen Pinienwälder. Die Region lebt im Sommer überwiegend vom Tourismus. Die Costa de la Luz ist, neben einem beliebten Urlaubsziel für Spanier, auch sehr beliebt bei Franzosen, Engländern und Deutschen, welche den Großteil der ausländischen Touristen ausmachen.
Bedeutende Orte entlang oder nahe der Küste sind u. a. (von West nach Ost): Ayamonte und Huelva in der Provinz Huelva sowie Chipiona, Rota, Cádiz, El Puerto de Santa María, Jerez de la Frontera, Chiclana de la Frontera, Conil de la Frontera, Vejer de la Frontera, Los Caños de Meca, Barbate und Tarifa in der Provinz Cádiz.